# Independent News & Media
Independent News & Media est un groupe qui regroupe le Evening Herald, le Daily Star (édition irlandaise), le Sunday World (tabloïd), le Irish Independent qui est le journal le plus lu du pays avec une ligne éditoriale de droite nationaliste (diffusion : 82 771) et autres journaux locaux. Ainsi il gère 67 % des journaux quotidiens irlandais, et 87 % des journaux vendus le dimanche.